# Loeseneriella apiculata
Loeseneriella apiculata är en benvedsväxtart som först beskrevs av Friedrich Welwitsch och Daniel Oliver, och fick sitt nu gällande namn av Rudolf Wilczek. Loeseneriella apiculata ingår i släktet Loeseneriella och familjen Celastraceae. Inga underarter finns listade.